# Стрічково-канатний конвеєр
Конвеєр стрічково-канатний (рос. конвейер ленточно-канатный, англ. cable-belt conveyor; нім. Seilbandförderer m, Seilgurtförderer m) — різновид конвеєра стрічкового, в якому стрічка виконує функції вантажонесучого органу, а тяговим органом слугують сталеві канати. Стрічково-канатний конвеєр використовують як стаціонарні установки для переміщення корисних копалин на великі відстані по підземних виробках і на поверхні. 
Сучасні конструкції стрічково-канатного конвеєра включають два замкнених у вертикальній площині канати, на яких вільно лежить стрічка. Верхні й нижні гілки канатів по всій довжині постава конвеєра підтримуються роликами, розташованими на опорних стояках. Ролики закріплені попарно на балансирах. 
Переваги стрічково-канатного конвеєра: 
- велика довжина в одному поставі й тривалий термін служби стрічки (10-15 років);
- низький коефіцієнт опору руху (0,015-0,02);
- менші в порівнянні з конвеєрами стрічковими питомі витрати енергії (на 30-40%) і металоємність лінійної частини (у 2,5-3 рази).

Недоліки: 
- обмежена грудкуватість гірничої маси (до 150-200 мм);
- відносно невеликий термін служби канатів (до 7-8 тис. год).

Стрічково-канатні конвеєри успішно конкурують зі стрічковими конвеєрами при продуктивності 500-3000 т/год і великих відстанях транспортування. 
Зарубіжні конструкції стрічково-канатних конвеєрів характеризуються такими параметрами: ширина стрічки — 900-1200 мм, граничний кут нахилу — 16-17о, швидкість канатів — 3-5 м/с (проектна 7,6 м/с), продуктивність по вугіллю — 3000 т/год, по руді — 2000 т/год, діаметр канатів односторонньої звивки — 32-57 мм, довжина в одному поставі — 15-30 км, а конвеєрної лінії, що складається з двох стрічково-канатних конвеєрів. — до 51 км.